# Пирамида Микерина
Пирамида Микерина (известна также как «Пирамида Менкаура») — самая южная, поздняя и низкая из трёх египетских пирамид в Гизе. Вопреки прозвищу «Херу» (высокая), она едва достигает 66 м в высоту, а длина стороны её основания составляет 108,4 м. Её объём в 260 тыс. м³ составляет только десятую часть объема пирамиды Хеопса: это был конец эпохи больших пирамид. Внутренность пирамиды обнаруживает отсутствие единства плана: вероятно, первоначальные скромные размеры, рассчитанные не на наследника престола, увеличены с его воцарением. Пирамида Менкаура несколько выбивается из общей картины построек в Гизе, и в античности её постройку иногда приписывали не Микерину, а жившей во времена Амасиса II гетере Родопис.
Несмотря на небольшие размеры пирамиды (считающиеся признаком упадка), потенциал строителей пирамиды Менкаура был огромен, как об этом свидетельствует один из монолитов, использованных в заупокойном храме Менкаура — его вес оценён в более чем в 200 тонн. Водворение на место блока такого размера, самого тяжёлого на плато Гиза, было подлинным техническим подвигом.

Колоссальная статуя сидящего царя из центральной капеллы храма — одна из самых огромных в эпоху Древнего царства. 
По свидетельствам очевидцев, пирамида Менкаура была прекраснейшей из всех пирамид. Для произведений скульптуры времени правления Менкаура было характерно высочайшее качество художественного исполнения. Её лучшими образцами были статуи из граувакки, среди которых — новый тип скульптурной группы: триады. Тщательность исполнения, привнесённая в строительство царской пирамиды, названной Нечери-Менкаура («Божествен Менкаура»), является другим свидетельством этого стремления к качеству исполнения.
Примерно на треть своей высоты пирамида была облицована красным асуанским гранитом, дальше его сменяли белые плиты из турского известняка, а вершина, по всей вероятности, тоже была красная гранитная. Такой пирамида оставалась на протяжении четырёх тысячелетий, пока в начале XVI века мамлюки не сняли облицовку. Выбор для облицовки пирамиды гранита, по преимуществу материала защитного, быть может, делал бесполезным сооружение огромной пирамиды для защиты царской мумии. С точки зрения архитектоники не было необходимости возводить очень высокую пирамиду, так как погребальная камера отныне располагалась на уровне земли, а после Хуфу (Хеопса) идею высотного расположения камер уже не воплощали, вероятно, из-за технических трудностей подъёма блоков перекрытия погребальной камеры. Пирамида Менкаура является отображением завершения этой эпохи, но она, в частности, выражает и начало другой эпохи, во время которой размеры пирамид обрели стандарт. В самом деле, начиная с царствования Менкаура, высота пирамид стабилизируется и отклонения редко превышают двадцать метров.
В конце XII века пирамида пострадала из-за действий султана аль-Малика аль-Азиза, который пытался снести некрополь Гизы и начал с «красной пирамиды», как меньшей из трёх. Работы по разрушению велись восемь месяцев и были остановлены из-за слишком больших накладных расходов.
В январе 2024 года началась реконструкция пирамиды — Министерство туризма и древностей Египта планирует восстановить первоначальный облик пирамиды, вернув на место гранитные блоки, якобы упавшие и оставшиеся лежать у ее подножия. Эти работы, которые ведет египетско-японская археологическая миссия, должны занять три года. Ряд специалистов возражает против реконструкции. Так, египетский археолог и специалист по охране наследия Моника Ханна считает, что подлинность памятника будет утрачена, так как нет доказательств того, что лежащие у подножия пирамиды гранитные блоки прежде были частью ее облицовки. В результате работы были приостановлены до проведения экспертизы специальной комиссией. Позднее стало известно, что власти окончательно отклонили план по восстановлению древней гранитной облицовки пирамиды.
В июле 2025 года было объявлено о завершении совместного проекта Министерства туризма и древностей Египта с испанским правительством по модернизации внутреннего освещения в пирамиде и установке считающихся безопасными для археологических компонентов люминесцентных светильников.

## Пирамиды цариц Менкаура

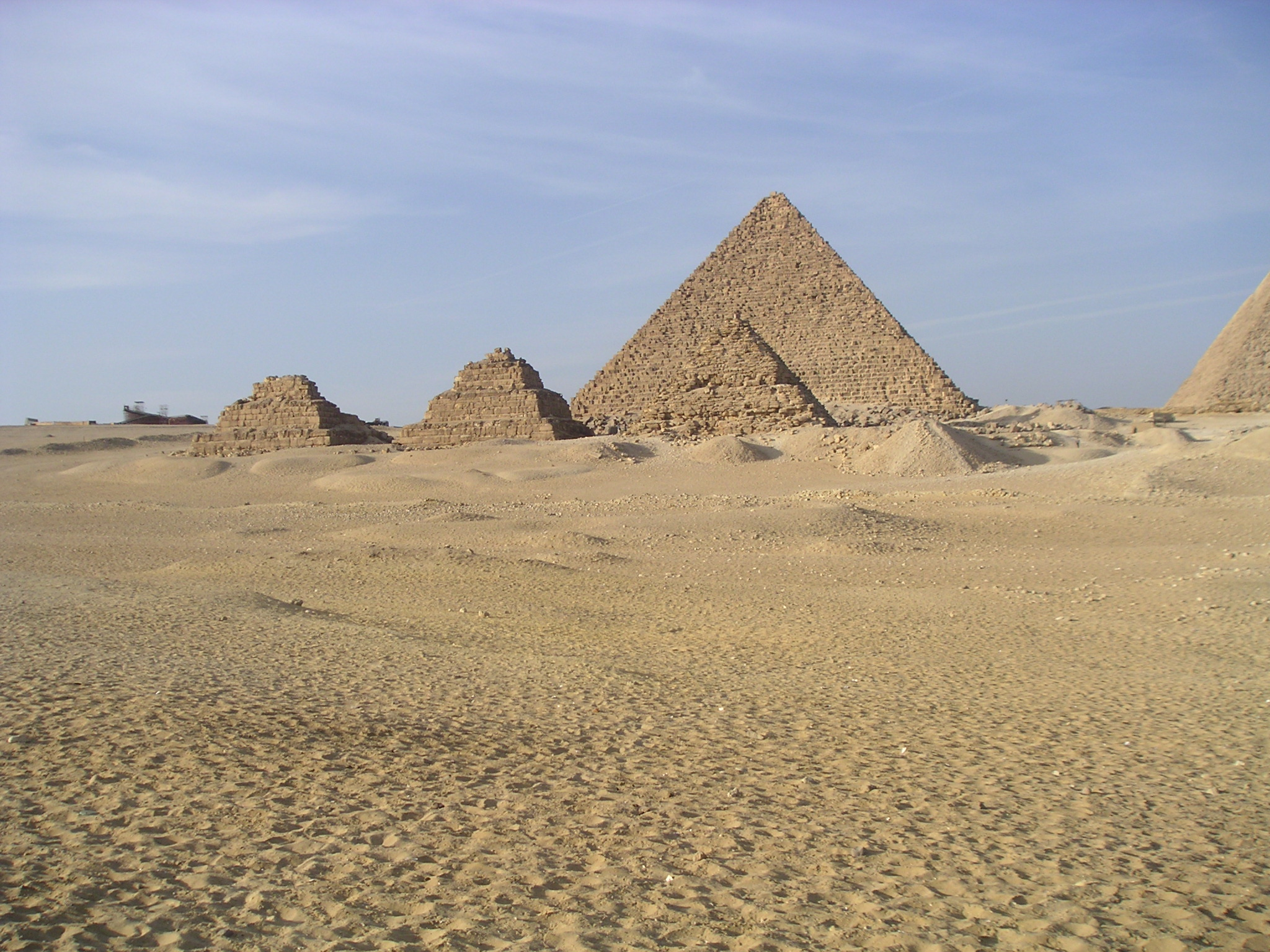
Общий план пирамид-спутниц.
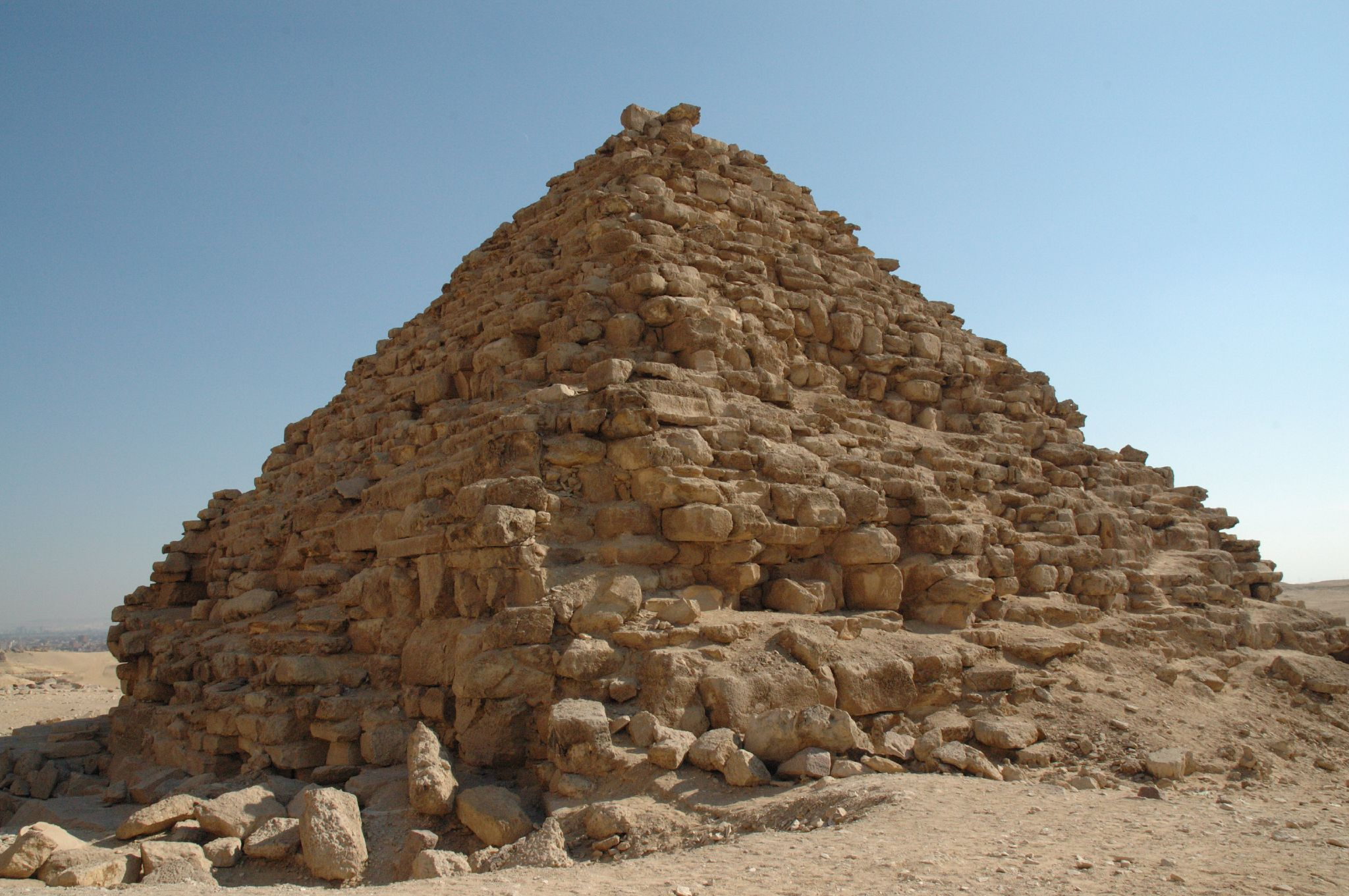
Пирамида G3-a.
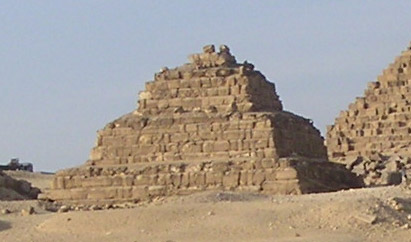
Пирамида G3-b.
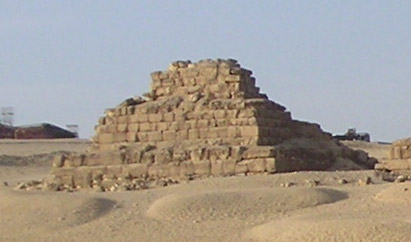
Пирамида G3-c.